# パンタナサ聖堂
パンタナサ聖堂（Εκκλησία της Παντανάσσης，Church of the Pantanassa）はギリシャ アテネのモナスティラキ広場にある10世紀頃建てられた聖堂、又は修道院の跡。聖堂の別名Panagia Pantanassaとはイエスの母マリアという意である。
聖堂は建てられた当時は大きな修道院と呼ばれていたが、その後時代が流れもはや規模の大きながふさわしくなくなったため、小さな修道院（ミクロ＝モナストリオ または モナスティラキ）と呼ばれるようになる。この名前が、この地区がモナスティラキと呼ばれるいわれとなった。

## 現地へのアクセス
- アテネ地下鉄 モナスティラキ駅前